# Roodkeellijster
De roodkeellijster (Turdus ruficollis) is een vogelsoort in de familie Turdidae.

## Kenmerken
De roodkeellijster is even groot als een kramsvogel, 23–26 cm lang. De vogel is overwegend grijsbruin en van onderen zeer licht, met maar weinig tekening. De stuit is grijs. Het vrouwtje heeft vage stippels en streepjes op de borst, het mannetje heeft in de broedtijd een duidelijke roestbruine vlek op de keel en de bovenkant van de bost. Bij de westelijker en zuidelijker voorkomende zwartkeellijster is deze vlek zwart.

## Verspreiding en leefgebied
Deze soort broedt in Midden- en Oost-Azië tot in Siberië in de taigabossen. De zwartkeellijster (Turdus atrogularis) wordt vaak nog beschouwd als een ondersoort van deze lijster onder andere door BirdLife International. De zwartkeellijster broedt westelijker dan de roodkeellijster, tot aan de uitlopers van de Oeral. De roodkeellijster wordt daarom 's winters minder vaak als dwaalgast waargenomen in West-Europa. Deze vogel overwintert in het noorden van India tot aan het noorden van Vietnam.
De vogels die als dwaalgast in West-Europa werden waargenomen bleken meestal zwartkeellijsters en vaak geregistreerd als ondersoort van roodkeellijster (T. r. atrogularus).

## Status
De roodkeellijster heeft een enorm groot verspreidingsgebied en daardoor alleen al is de kans op de status kwetsbaar (voor uitsterven) uiterst gering. De grootte van de populatie is niet gekwantificeerd, maar de soort is redelijk algemeen. Er zijn geen harde cijfers over trends. Om deze redenen staat de roodkeellijster (samen met de zwartkeellijster) als niet bedreigd op de Rode Lijst van de IUCN.